# Biosférická rezervace Východní Karpaty
Biosférická rezervace Východné Karpaty (slovensky Biosférická rezervácia Východné Karpaty, polsky Międzynarodowy Rezerwat Biosfery „Karpaty Wschodnie”, ukrajinsky Міжнародний біосферний резерват Східні Карпати) je přeshraniční chráněné území globálního významu, které bylo vyhlášeno biosférickou rezervací UNESCO. Území s rozlohou 2132,11 km² se nachází ve Východních Karpatech na území Polska, Slovenska a Ukrajiny. Toto území bylo od roku 1992 chráněno jen na území Polska a Slovenska a až v roce 1998 se připojila i ukrajinská část a vznikla tak první trilaterální biosférická rezervace.
Dominantou slovenské části je hřeben Bukovských vrchů, koncentrace původních bukových pralesů a dřevěné kostelíky. Mezi projekty této rezervace, zaměřené na udržitelný turismus, patří i navrácení huculských koní, zubra evropského a bobra evropského.
Území zahrnuje tyto chráněné oblasti:
- Polsko: Bieszczadský národní park a dvě sousední chráněné oblasti (Park Krajobrazowy) Cišniaňsko-Wetliňski Park Krajobrazowy a Park Krajobrazowy Doliny Sanu

- Slovensko: Národní park Poloniny
- Ukrajina: Užanský národní park (Ужанський національний природний парк) a Nadsanský národní park Надсянський регіональний ландшафтний парк